# 2010년 한국-타이완 클럽 챔피언십
2010년 한국 대만 클럽 챔피언십은 2010년 11월 4일부터 11월 5일까지 이틀 간 타이완 타이중시 타이중 저우지 야구장에서 열렸다. 이 대회는 같은 해 열린 2010년 한일 클럽 챔피언십 대회와 마찬가지로 아시아 시리즈를 대신하여 개최된 대회이다. 대한민국과 중화민국(타이완)의 프로 야구 우승팀인 SK 와이번스와 슝디 엘리펀츠가 참가하였다. 1, 2차전 스코어 합산 결과 SK 와이번스가 우승했다.

## 개요
- 시합일시(현지 시간 기준) : 2010년 11월 4일 (18:35) ~ 11월 5일 (18:35) / 11월 6일 18:05 (예비일)
- 시합장소 : 타이완 타이중시 타이중 저우지 야구장
- 주최 및 주관 : 중화직업봉구대연맹
- 협력 : 한국야구위원회

## 경기장
| 타이중시             |
| -------------------- |
| 타이중 저우지 야구장 |
| 수용인원 : 19,000    |
|                      |

## 상금
- 총 상금 : 3억 6,500만원
  - 승리 : 1억 4,500만원
  - 패배 : 3,500만원

## 출전 팀
| 리그           | 출전팀        | 자격                       | 구단 위치           |
| -------------- | ------------- | -------------------------- | ------------------- |
| KBO 리그       | SK 와이번스   | 2010년 한국 프로 야구 우승 | 대한민국 인천광역시 |
| 중화 직업 야구 | 슝디 엘리펀츠 | 2010년 중화 직업 야구 우승 | 중화민국 타이베이시 |

## 중계

### TV 중계
- MBC 스포츠 플러스
  - 캐스터 : 한명재, 해설 : 이순철(1차전), 이효봉(2차전)

### 기타 중계
- 위성 DMB TU미디어 - TU스포츠채널
- 지상파 DMB U1미디어

## 경기 결과

### 1차전
- 일시 : 11월 4일

| 팀                                                                                            | 1 | 2 | 3 | 4 | 5 | 6 | 7 | 8 | 9 | R | H | E |
| SK 와이번스                                                                                   | 0 | 1 | 1 | 0 | 0 | 0 | 0 | 0 | 0 | 2 | 8 | 0 |
| 슝디 엘리펀츠                                                                                 | 0 | 1 | 0 | 0 | 0 | 0 | 0 | 0 | 2 | 3 | 6 | 0 |
| 승리 투수: 카를로스 카스티요 패전 투수: 송은범 홈런: SK – 이호준 (올랜도 로만 상대로 3회 1점) |   |   |   |   |   |   |   |   |   |   |   |   |

- 출전선수

| SK 와이번스 |        |                                   |
| 1           | 〔2B〕 | 정근우                            |
| 2           | 〔LF〕 | 박재상                            |
| 3           | 〔RF〕 | 박정권 (9회말 수비위치변경/1루수) |
| 4           | 〔1B〕 | 이호준                            |
| 4           | 〔RF〕 | 임훈 (9회말 수비출전)             |
| 5           | 〔3B〕 | 최정                              |
| 6           | 〔DH〕 | 김재현                            |
| 7           | 〔C〕  | 박경완                            |
| 8           | 〔SS〕 | 나주환                            |
| 9           | 〔CF〕 | 조동화                            |

- 투수
  - SK: 글로버 - 전병두 (3회, 무사 1루 2:1) - 정우람 (8회, 2사 2:1) - 송은범 (9회, 1사 1루 2:1)

### 2차전
- 일시 : 11월 5일

| 팀                                         | 1 | 2 | 3 | 4 | 5 | 6 | 7 | 8 | 9 | R | H | E |
| 슝디 엘리펀츠                              | 0 | 0 | 0 | 0 | 0 | 0 | 0 | 2 | 0 | 2 | 7 | 2 |
| SK 와이번스                                | 0 | 0 | 0 | 0 | 0 | 2 | 3 | 0 | X | 5 | 8 | 2 |
| 승리 투수: 가도쿠라 패전 투수: 짐 매그레인 |   |   |   |   |   |   |   |   |   |   |   |   |

- 출전선수

| SK 와이번스 |           |                                       |
| 1           | 〔LF〕    | 박재상                                |
| 2           | 〔CF〕    | 조동화                                |
| 3           | 〔DH〕    | 김재현                                |
| 3           | 〔PH〕    | 박재홍 (7회말 2사 1,2루 대타)         |
| 4           | 〔RF〕    | 박정권 (6회초 2사 수비위치변경/1루수) |
| 5           | 〔1B〕    | 이호준                                |
| 5           | 〔RF〕    | 임훈 (6회초 2사 수비출전)             |
| 6           | 〔3B〕    | 최정                                  |
| 6           | 〔PR/3B〕 | 김연훈 (6회말 대주자/7회초 수비출전)  |
| 7           | 〔SS〕    | 나주환                                |
| 8           | 〔C〕     | 정상호                                |
| 9           | 〔2B〕    | 정근우                                |

- 실책
  - 정상호(포수) 2회 2사 1루 0:0, 2루도루 송구실책
  - 김연훈(3루수) 8회 2사 만루 5:1, 3루땅볼타구실책

- 투수
  - SK: 가도쿠라 - 이승호 37 (8회 무사 5:0) - 이승호 20 (8회 2사 만루 5:0)

## 같이 보기
- 아시아 시리즈
- 아시아 야구 선수권 대회

| 한국-타이완 클럽 챔피언십 | 한국-타이완 클럽 챔피언십                           | 한국-타이완 클럽 챔피언십        |
| ------------------------- | --------------------------------------------------- | -------------------------------- |
| 이전 대회                 | 2010년 한국-타이완 챔피언십 (2010.11.4 ~ 2010.11.5) | 다음 대회                        |
| 첫 대회                   | 2010년 한국-타이완 챔피언십 (2010.11.4 ~ 2010.11.5) | 없음 (2011년 아시아 시리즈 개최) |